# ليديا موس برادلي
ليديا موس برادلي (بالإنجليزية: Lydia Moss Bradley)‏ هي فاعلة خير أمريكية، ولدت في 31 يوليو 1816 في Vevay, Indiana ‏ في الولايات المتحدة، وتوفيت في 16 يناير 1908 في بيوريا في الولايات المتحدة.

## وصلات خارجية
- ليديا موس برادلي على موقع الموسوعة البريطانية (الإنجليزية)